# Управление национальной гражданской службы
Управление национальной гражданской службы (ивр. רשות השירות הלאומי-אזרחי‎) — израильское правительственное учреждение, основанное в 2008 году, в котором централизовано все решение вопросов государственной национальной гражданской службы в Израиле.

## Роль
Управление отвечает за деятельность более 16 тысяч добровольцев национальной гражданской службы. Евреи и представители меньшинств добровольно проходят национальную гражданскую службу; религиозные, светские и православные; девочки и мальчики; молодежь группы риска и люди с ограниченными возможностями. В состав национальной гражданской службы добровольно проходят юноши и девушки, освобожденные от армии по разным причинам, или юноши и девушки, вообще не призываемые на военную службу (представители меньшинств). На государственную службу также входят студенты ешив, которым было отказано в службе по статусу «Тора и искусство», которые решили стать волонтерами в сообществе. Эти служащие получают освобождение от военной службы только после окончания гражданской службы.
Управление служит регулирующим органом, который регулирует процедуры национальной гражданской службы. Существует система надзора и контроля за всей деятельностью действующих ассоциаций и органов, принимающих волонтеров. Кроме того, Управление задействует добровольцев Национальной гражданской службы во время чрезвычайной ситуации в качестве системы поддержки органов местного самоуправления.
Центральным вопросом, продвигаемым Управлением, является интеграция добровольцев из новых секторов в рамках национальной гражданской службы. Среди прочего, путем создания соответствующих рамок для этих аудиторий, а также продвижения статуса, прав и условий службы волонтеров.
Управление контролирует около 18 000 добровольческих вакансий, а его годовой бюджет составляет 670 миллионов шекелей.

## История
Управление было создано  в январе 2008 года при Министерство науки и технологий во главе с Даниэлем Гершковичем, в 2013 году оно перешло в Министерство экономики во главе с Нафтали Беннетом, затем в Министерство по делам социального равенства во главе с Ури Орбахом, в 2015 году оно перешло в Министерство сельского хозяйства Израиля во главе с Ури Ариэлем и в 2020 году оно перешло в Министерство поселений во главе с Цахи Ханегби.